# Naturschutzgebiet Seseke
Das Naturschutzgebiet Seseke liegt in der kreisfreien Stadt Hamm in Nordrhein-Westfalen.
Das aus zwei Teilflächen bestehende etwa 43,3 ha große Gebiet, das im Jahr 1999 unter Naturschutz gestellt wurde, erstreckt sich südlich der Kernstadt Hamm entlang der Seseke (Nebenfluss der Lippe). Durch das Gebiet hindurch verläuft die Landesstraße L 663, unweit östlich die B 63 und nördlich die A 2.
Die Unterschutzstellung erfolgt
- zur Erhaltung und Entwicklung naturnaher Waldbestände unterschiedlicher Standortbedingungen mit allgemein gut strukturiertem Altersstufenaufbau
- zur Entwicklung von Altholzbeständen als Lebensstätte für Höhlenbrüter und Fledermäuse
- zur Erhaltung und Wiederherstellung eines naturnahen, wenig ausgebauten Fließgewässers mit umgebenden Kleingehölzen als bedeutendes Vernetzungssystem
- zur Erhaltung und Extensivierung der Grünlandnutzung